# Машиностроение (издательство)
Машиностроение (ООО «Издательство Машиностроение») — одно из ведущих российских издательств, выпускающее учебную литературу для вузов, втузов и дополнительного образования, научную и справочную литературу по конструированию, устройству, технологии изготовления, эксплуатации машин и оборудования, научно-технические и производственные журналы во всех областях машиностроения и приборостроения.

## История
Основано на базе издательств «Машгиз» и «Оборонгиз» и ведет свою историю с 1931 года, хотя современное название имеет только с 1964 г.

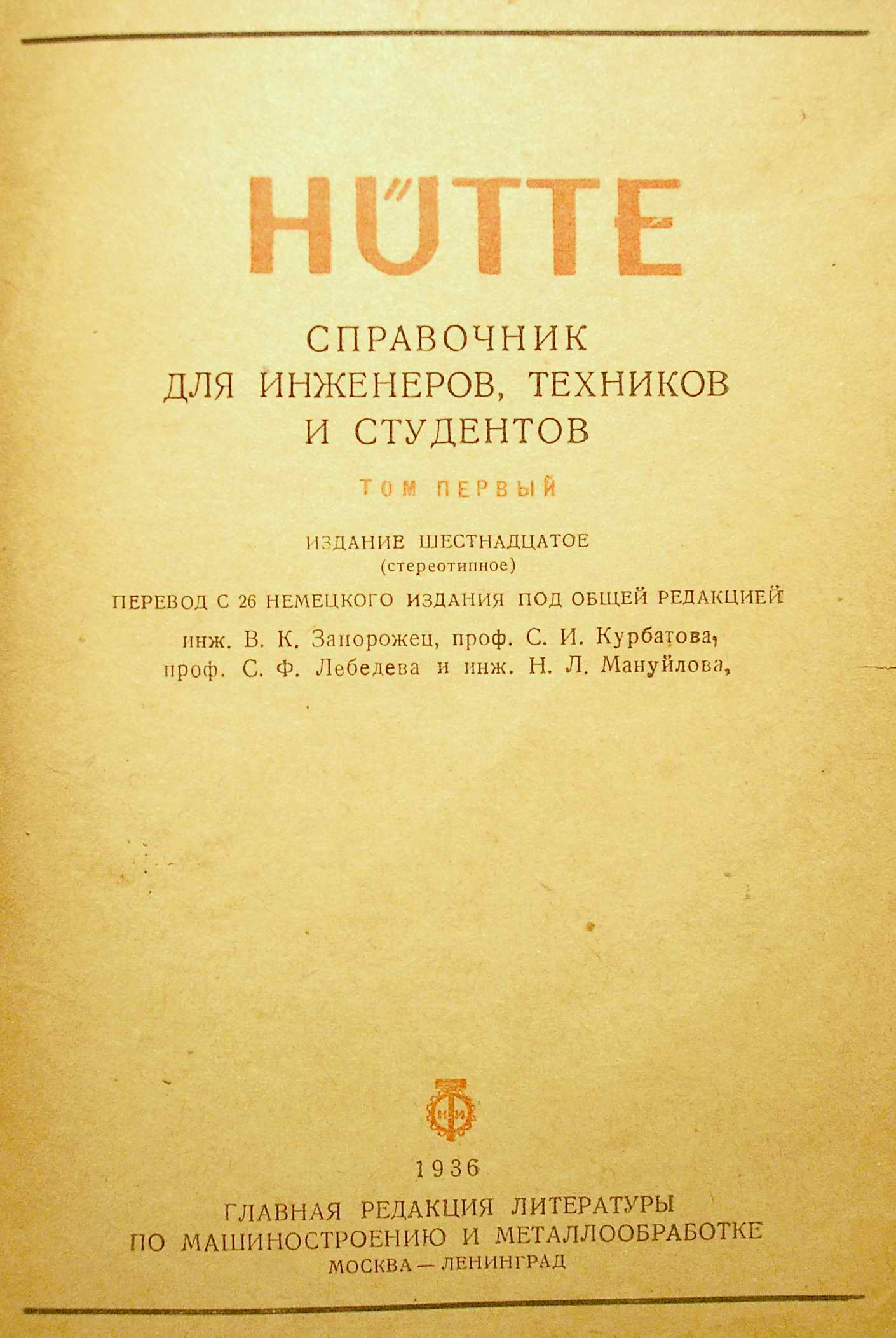
Первый том шестнадцатого русского издания справочника (М.-Л.: ОНТИ, 1936)

В конце 1920-х годов в Ленинграде было основано издательство «Государственное Научно-Техническое Издательство» (ГНТИ), которое просуществовало до 1931 года. В начале 1930-х годов издательство было переведено в Москву и с 1931 года получило название — Объединенное научно-техническое издательство (ОНТИ). С этой даты официально начинается история будущего издательства «Машиностроение».
В 1938 году была произведена реорганизация системы издательств технической литературы СССР, в том числе Государственного научно-технического издательства (ГОНТИ), в результате чего было выделено в самостоятельное издательство «Машгиз» (Машиностроение, государственное издательство). С конца 1940-х годов издательство «Машгиз» с рядом других издательств, например «Металлургиздат», вошло в состав Объединения научно-технических издательств (ОНТИЗ).
На основании постановления июньского пленум ЦК КПСС (1963 г.) о «реорганизации сети центральных и местных издательств» издательство «Машгиз» было переименовано в издательство «Машиностроение».
С 1938 г. ОНТИ было переименовано в Государственное объединённое научно-техническое издательство (ГОНТИ), а вскоре была произведена реорганизация системы издательств технической литературы СССР, в том числе ГОНТИ. В результате этой реорганизации были выделены самостоятельные издательства «Машгиз», «Оборонгиз» и «Стройиздат».
В 1963 году на основании постановления июньского пленума ЦК КПСС о «реорганизации сети центральных и местных издательств» на объединённой базе «Машгиз» и «Оборонгиз» появилось издательство «Машиностроение».
В 1981 году издательство Машиностроение было награждено орденом Трудового Красного Знамени.
16 декабря 1991 года зарегистрировано как открытое акционерное общество «Научно-техническое издательство „Машиностроение“», находящееся в федеральной собственности и располагающееся по адресу: город Москва, Стромынский переулок, дом 4/1 строение 3.

## Издательская деятельность
Показатели книгоиздательской деятельности Машгиза в 1940—1956 гг. были следующие:
|                               | 1940  | 1950   | 1956  |
| ----------------------------- | ----- | ------ | ----- |
| Кол-во книг                   | 151   | 636    | 390   |
| Тираж, млн экз.               | 0,32  | 5,097  | 4,882 |
| Печатных листов-оттисков, млн | 3,582 | 55,206 | 78,13 |

В СССР «Машиностроение» было ведущим издательством по выпуску научно-технической, справочной, научно-популярной и другой литературы по машиностроению и приборостроению, а также выпуску научно-технических и производственных журналов. Также участвовало издательство и в выпуске художественной литературы в некоторых меж-издательских сериях.
|                                       | 1979 | 1980     | 1985    | 1990     |
| ------------------------------------- | ---- | -------- | ------- | -------- |
| Кол-во книг и брошюр, печатных единиц | 470  | 484      | 416     | 251      |
| Тираж, млн экз.                       | 6,6  | 6,1211   | 6,6587  | 5,8898   |
| Печатных листов-оттисков, млн         |      | 111,1256 | 122,831 | 121,8291 |

На 2017 год издательство выпускает следующие научные журналы аккредитованные Высшей аттестационной комиссией:
- АвтоГазоЗаправочный комплекс + Альтернативное топливо (с 2002 года).
- Автоматизация. Современные технологии (с 1973 года).
- Автомобильная промышленность (с 1963 года).
- Вестник машиностроения (с 1955 года).
- Грузовик (с 1999 года).
- Заготовительные производства в машиностроении (с 2003 года).
- Сборка в машиностроении, приборостроении (с 2001 года).
- Упрочняющие технологии и покрытия (с 2005 года).